# Лемьё, Марио
Ма́рио Лемьё (фр. Mario Lemieux, МФА maʁjo ləmjø; 5 октября 1965, Монреаль, Канада) — канадский хоккеист, центральный нападающий, многолетний капитан, а ныне владелец клуба НХЛ «Питтсбург Пингвинз» (с 1999 года).
Был выбран под первым номером в драфте 1984 года клубом «Питтсбург Пингвинз». С 1984 по 2005 год провёл 18 сезонов в Национальной хоккейной лиге в составе «Питтсбурга» и выиграл с командой два Кубка Стэнли (1991, 1992) как игрок и три (2009, 2016, 2017) как владелец. Обладатель Кубка Канады (1987), Кубка мира по хоккею (2004), олимпийский чемпион Солт-Лейк-Сити-2002 в составе сборной Канады.
Завоевал ряд престижных индивидуальных трофеев: три раза выигрывал «Харт Мемориал Трофи» как самый ценный игрок лиги; шесть раз «Арт Росс Трофи» как лучший бомбардир; два раза получал «Конн Смайт Трофи» как лучший игрок плей-офф; четырежды удостаивался «Лестер Пирсон Эворд» и один раз «Билл Мастертон Трофи». Также в 1985 году был признан лучшим новичком лиги и получил «Колдер Трофи». В регулярных сезонах НХЛ провёл 915 матчей и набрал 1723 очка (690 голов, 1033 передачи). На данный момент это восьмой результат за всю историю НХЛ. В розыгрышах плей-офф Кубка Стэнли сыграл в 107 играх и набрал 172 очка (76 голов, 96 передач). Принимал участие в 10 матчах всех звёзд НХЛ. Трижды получал звание самого ценного игрока этих матчей (1985, 1988, 1990).
Дважды завершал карьеру. Первый раз в 1997 году из-за травмы спины (вернулся в 2000 году), второй раз в 2006 году, после того как у него обнаружились проблемы с сердцем. Один из немногих игроков НХЛ, чьё имя было помещено в Зал хоккейной славы сразу же после завершения карьеры. В 2000 году стал третьим после Горди Хоу и Ги Лафлёра членом Зала хоккейной славы, кто вернулся в большой спорт. В 2004 году был включён в Канадскую Аллею славы. 17 июня 2009 года стал рыцарем Национального ордена Квебека.
За зрелищную игру и выдающиеся спортивные достижения получил от болельщиков прозвища «Великолепный» (фр. Le Magnifique, англ. The Magnificent) и «Супермарио» по имени персонажа видеоигры. Игровой номер — «66».

## Юность и начало карьеры

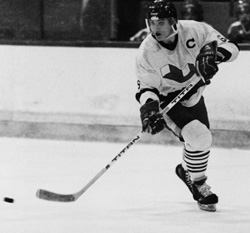
Марио Лемьё в форме команды «Вуазен де Лаваль», 1984 г.

Марио Лемьё родился 5 октября 1965 года в пригороде Монреаля в семье Жана-Ги (фр. Jean-Guy Lemieux) и Пьерретты Лемьё (фр. Pierrette Lemieux), строителя и домохозяйки. Марио был третьим ребёнком в семье. Он и два его старших брата, Ален и Ришар, провели детство в рабочем районе Монреаля Виль-Эмар (Ville-Émard). В хоккей Лемьё начал играть, когда ему было три года. Братья гоняли в подвале дома импровизированную шайбу из бутылочной крышки. Отец всячески поддерживал увлечение хоккеем и даже соорудил каток на лужайке перед домом, чтобы сыновья имели возможность постоянно тренироваться. Согласно семейной легенде, иногда отец засыпал спрессованным снегом ковёр в гостиной, и на нём можно было играть в тёмное время суток. Тогда пианино Пьеретты использовалось в качестве ворот. Также он со своими старшими братьями играл в хоккей на катке по соседству, который располагался за церковью Сен-Жан-де-Мата. Зимние вечера после школы он часто проводил на этом катке, тренируясь иногда на льду до пяти часов.
Уже с ранних лет у Марио проявились недюжинные способности к хоккею. В 1972—1973 годах он играл за команду «Харрикейнз де Виль-Эмар» (Hurricanes de Ville-Émard) в категории Atom А и завоевал титул чемпиона города Монреаль. В данной команде молодой Лемьё подружился с будущими игроками НХЛ Марком Бержевеном и Жан-Жаком Дэньо. В детских командах он забивал по 5—6 голов за матч, а в 14 лет ему уже прочили будущее в НХЛ. В 1980 году в составе юношеской команды «Конкордия» Лемьё забил 62 гола и набрал 127 минут штрафа в 47 матчах.
Свою карьеру Марио Лемьё начал в «Вуазен де Лаваль» — команде Главной юниорской хоккейной лиги Квебека. Здесь он провёл три сезона. Годы его выступлений отмечены фантастической результативностью. Ещё при драфте он заявил, что собирается побить рекорды лиги по количеству очков, набранных за сезон, и количеству заброшенных шайб. В сезоне 1983/84 Лемьё набрал 282 очка (133 гола, 149 передач) за 70 игр, установив тем самым новый рекорд (предыдущий рекорд принадлежал Пьеру Ларушу и составлял 252 очка). Что касается количества голов за сезон, то перед последней игрой сезона ему было необходимо забить три гола, чтобы сравняться с рекордом Ги Лафлёра, который забросил 130 шайб. Лемьё забил шесть голов и отдал пять голевых передач, а его команда победила со счётом 16-4. Всего же за три сезона, проведённых в юношеской лиге Квебека, Лемьё набрал 562 очка (247 голов, 315 передач).

## Карьера в НХЛ

### Драфт
Столь значительные успехи в юношеском хоккее привели к тому, что когда Лемьё пришла пора выходить на драфт НХЛ в 1984 году, за ним выстроилась очередь. Как любой канадский мальчишка, Марио мечтал однажды защищать цвета легендарных «Монреаль Канадиенс». Но судьба распорядилась иначе. В ходе сезона 1983/84 «Питтсбург Пингвинз» заняли последнее место в лиге и впервые в истории получили право на первый номер драфта. Многие клубы хотели заполучить Лемьё в свои ряды. Клуб «Квебек Нордикс» предлагал «Пингвинам» трёх братьев Штястны (Петера, Антона и Мариана) в обмен на Марио, «Миннесота Норт Старз» предложила и вовсе все свои номера драфта 1984 года. Но руководство клуба из Питтсбурга было непреклонно — именно Марио Лемьё должен стать новым лицом и лидером «Пингвинов». Что касается самого Лемьё, то он был чрезвычайно разочарован. Его не устраивали ни аутсайдерский статус команды, ни финансовые условия, ни то, что «Пингвины» базировались в США. Дошло даже до того, что Лемьё сначала отказался позировать фотографам в свитере его новой команды. Но генеральный менеджер команды Эдди Джонстон смог договориться со строптивым центрфорвардом, предложив ему двухлетний контракт, по которому Лемьё получал 600 тыс. долларов зарплаты и 150 тыс. долларов призовых.

### Сезон 1984/85
В истории НХЛ бывали случаи, когда высоко оценённые на драфте игроки не находили себя во взрослом хоккее. Марио сразу дал понять всем, что с ним этого не случится. Свою первую шайбу он забросил в первом же матче против «Бостон Брюинз», в первой же смене, первым же броском по воротам. На своей синей линии Лемьё обокрал Рэя Бурка и, выкатившись один на один с Питом Питерсом, поразил нижний угол ворот. На первой домашней для «Пингвинов» игре был аншлаг. Жители Питтсбурга желали воочию увидеть игру Лемьё. И Марио не подкачал, отметился голевой передачей и дракой с Гари Лупулом. Всего же в своём дебютном сезоне Лемьё набрал 100 очков (43+57) в 73 матчах, что на тот момент являлось третьим результатом для новичков за всю историю лиги. Больше него набирали только Дэйл Хаверчук (103 очка в 80 матчах) и уже опытный к моменту дебюта в НХЛ Петер Штястны (109 очков в 77 матчах). Марио был приглашён на Матч всех звёзд НХЛ, где снова удивил весь хоккейный мир, став единственным в истории НХЛ новичком, удостоенным звания MVP All-Star Game. По окончании сезона Лемьё получил «Колдер Трофи» как лучший новичок лиги. Результативная и зрелищная игра Лемьё по сути спасла «Пингвинов» от банкротства, у жителей Питтсбурга вновь появился интерес к хоккею. Тем не менее «Пингвинз» в первый сезон Лемьё одержали только 24 победы в 80 матчах и заняли последнее место в Дивизионе Патрика, не попав в плей-офф.
Хоккейный год Лемьё завершил на чемпионате мира в Праге, где помог сборной Канады одолеть в финальном раунде сборную СССР со счётом 3:1 (в этом матче Лемьё забросил две шайбы в ворота Владимира Мышкина) и завоевать серебряные медали первенства. Сам Лемьё набрал 10 очков (4+6) в 9 матчах и был признан главным открытием турнира, также он был включён во вторую сборную всех звёзд турнира (единственным из канадцев).

### Сезоны 1985/86 и 1986/87
В сезоне 1985/86 Лемьё набрал 141 очко (48 голов, 93 голевые передачи). Больше него очков в том сезоне набрал только Уэйн Гретцки, чей результат и по сей день является рекордом НХЛ (215 очков). По итогам сезона Лемьё получил «Лестер Пирсон Эворд» — награду, которую вручают хоккеисту, внёсшему наибольший вклад в успехи своей команды в регулярном чемпионате. Тем самым Марио прервал серию Гретцки, получавшему эту премию четыре года подряд. Благодаря усилиям Лемьё «Пингвины» добились прогресса и заработали 76 очков, на 23 очка больше, чем в предыдущем сезоне, что, тем не менее, не позволило им пробиться в стадию плей-офф. В этом же году Лемьё заключил новый контракт со своей командой и стал самым высокооплачиваемым игроком лиги после Гретцки.
В своём третьем сезоне Марио вынужден был пропустить 17 матчей из-за травмы, тем не менее набранные 107 очков позволили ему стать третьим в споре бомбардиров после Уэйна Гретцки (183 результативных балла) и Яри Курри (108). Летом 1987 года Лемьё в составе сборной Канады принял участие в Кубке Канады. В упорной борьбе канадцы выиграли почётный трофей, а Марио стал настоящим героем Канады, став не только лучшим снайпером турнира (11 заброшенных шайб), но и автором победной шайбы (с передачи Гретцки) в концовке решающей третьей игры со сборной СССР.

### Сезон 1987/88
Опыт, полученный на кубке Канады, не замедлил сказаться. В сезоне 1987/88 Лемьё впервые встал вровень с Уэйном Гретцки. Набрав 168 очков, он получил свой первый «Арт Росс Трофи» как лучший бомбардир лиги. До этого награда на протяжении семи лет доставалась Гретцки. Сам же результат в 168 очков за всю историю НХЛ покорялся лишь двум игрокам — Уэйну Гретцки и Марио Лемьё. Марио стал четвёртым в истории лиги игроком, забросившим за сезон 70 шайб (ранее такое удавалось Филу Эспозито, Гретцки и Яри Курри), а также вторым после Гретцки игроком, набиравшим в среднем больше двух очков за игру. Также Лемьё завоевал «Харт Мемориал Трофи» и очередной «Лестер Пирсон Авард». Тем не менее, несмотря на результативную игру Марио, «Пингвины» вновь не смогли пробиться в плей-офф Кубка Стэнли.
В том же сезоне Марио Лемьё принял участие в «Матче всех звёзд» и был признан самым ценным игроком, набрав за игру 6 очков (3 гола, 3 передачи), включая победный гол в овертайме. Этот результат до сих пор является абсолютно лучшим за всю историю лиги.

### Сезон 1988/89
В этом сезоне Марио Лемьё был неудержим. Он с лёгкостью выиграл очередные «Арт Росс Трофи», «Харт Трофи» и «Лестер Пирсон Авард». В 76 играх Лемьё набрал 199 очков (85 голов и 114 передач), более чем на 30 очков опередив Гретцки. Всего одного очка не хватило ему, чтобы стать вторым после Гретцки игроком в истории лиги, кто достиг отметки в 200 очков. Лемьё стал вторым в истории игроком, забившим за сезон 80 голов. До него данный рубеж дважды покорялся Гретцки, а после — Бретту Халлу в сезоне 1990/91. Марио стал третьим игроком в истории после того же Гретцки и Бобби Орра, сделавшим за сезон более 100 результативных передач. Кроме того, ему удалось превзойти один из рекордов «Великого» — он забил за сезон 13 голов, когда его команда играла в меньшинстве. Лемьё стал пятым (по некоторым версиям — четвёртым) игроком в истории, забросившим 50 голов за 50 игр. До него это смогли сделать только Морис Ришар, Майк Босси, Уэйн Гретцки (трижды) и Яри Курри. Позже этого замечательного результата добились Бретт Халл (дважды), Кэм Нили, Александр Могильный и сам Марио ещё дважды.
30 октября 1988 года в матче против «Нью-Йорк Рейнджерс», проходившем в «Мэдисон-сквер-гарден», Марио Лемьё получил сильнейший удар в грудь от защитника хозяев Дэвида Шоу. После этого он более пяти минут лежал на льду, не в силах подняться. Инцидент случился в начале третьего периода и спровоцировал целую серию драк между игроками команд. Для того чтобы успокоить дерущихся, понадобилось почти два часа. Суммарное штрафное время составило более 300 минут, включая 16 больших штрафов за драку. Лемьё получил сильный ушиб груди, а Шоу был дисквалифицирован на 12 игр.
31 декабря 1988 года произошло то, что многие называют самым ярким индивидуальным достижением в истории лиги. Марио Лемьё в матче против «Нью-Джерси Девилз» сумел забросить пять шайб во всех возможных игровых ситуациях: при игре в равенстве, при игре в большинстве, при игре в меньшинстве, реализовал буллит и поразил пустые ворота. Никому ни до, ни после этого не удавалось совершить подобное. Кроме того, Лемьё отдал три результативных передачи и таким образом принял участие во всех восьми голах «Питтсбурга», победившего со счётом 8:6. 25 марта Марио сделал свой 20-й хет-трик в НХЛ в игре против «Девилз» (5:4), причём третья шайба, ставшая победной, была заброшена за 5 секунд до конца третьего периода. 30 марта Лемьё шестой раз в карьере в НХЛ забросил не менее 4 шайб за матч, однако 4 гола Лемьё не помогли «Питтсбургу» обыграть «Хартфорд Уэйлерз» (5:9).
Но самое главное — «Пингвины» впервые за семь лет пробились в плей-офф. И хотя их путь был недолог, во втором раунде Питтсбург уступил «Рейнджерам» из Нью-Йорка, Марио Лемьё успел набрать 19 очков в 11 играх, в том числе 12 голов, попутно повторив рекорды лиги по количеству голов и очков в игре плей-офф. В матче против «Филадельфия Флайерз» 25 апреля 1989 года Лемьё набрал 8 очков (5 голов и 3 передачи), «Пингвины» выиграли эту встречу со счётом 10:7.

### Сезон 1989/90
Именно в этом сезоне у Лемьё начались сильные боли в спине. Порой они были настолько острыми, что, приходя в раздевалку, Марио не мог нормально раздеться, он стоя спускал на пол расстёгнутую одежду и выходил из неё, а кто-то помогал ему её подобрать. Во время матча он подолгу отдыхал у бортика после смены, прежде чем сесть на скамейку. И, тем не менее, превозмогая боль, Лемьё играл лучше всех в лиге. 123 очка (45 голов, 78 передач) в 59 матчах. Больше в том сезоне набрали только Уэйн Гретцки, Марк Мессье и Стив Айзерман, сыгравшие более 70 игр каждый. Лемьё принял участие в «Матче всех звёзд», где ему опять не было равных: четыре гола и звание самого ценного игрока матча.
В канун Хэллоуина, 31 октября 1989 года, в матче против «Лос-Анджелес Кингз», Марио Лемьё начал свою результативную серию, когда на протяжении 46 игр подряд он набирал минимум одно очко в матче. Это вторая по продолжительности серия в истории лиги — серия Уэйна Гретцки составила 51 матч. Серия прервалась 14 февраля 1990 года в матче против «Нью-Йорк Рейнджерс», когда из-за боли в спине он был вынужден покинуть площадку. На лёд Лемьё вернулся только в последней игре сезона. Для того, чтобы пробиться в стадию плей-офф, «Пингвинам» необходимо было сыграть вничью, но команда уступила «Баффало Сейбрз» и выбыла из борьбы за кубок Стэнли.
Врачи диагностировали у Лемьё смещение дисков в позвоночнике. 11 июля 1990 года Марио была сделана первая операция на позвоночнике. И, хотя врачи признали её успешной, от боли она не избавила. Более того, выяснилось, что во время операции в рану была занесена редкая инфекция. Марио оказался на несколько месяцев прикован к больничной койке. Учитывая все те несчастья, что обрушились на голову форварда, в прессе поползли слухи, что Лемьё может завершить карьеру. Ему в тот момент было всего 25 лет.

### Сезон 1990/91
Курс реабилитации занял полгода, и в следующий раз на лёд Марио вышел только в январе 1991 года. Команда, в которую он вернулся, уже мало напоминала «Питтсбург» середины 1980-х годов. Грамотный менеджмент и серьёзная селекционная работа помогли создать коллектив, способный побеждать даже в отсутствие своего капитана. В команде появились молодые форварды Яромир Ягр и Марк Рекки, а также опытные ветераны Пол Коффи и Лэрри Мерфи. В первой же своей игре после возвращения на лёд Лемьё набрал 3 очка (0+3) в гостевом матче против «Квебек Нордикс» (6:5). «Пингвины» заиграли в полную силу и заслуженно заняли первое место в «Дивизионе Патрика». 26 марта Лемьё сделал первый с февраля 1990 года хет-трик, забросив все три шайбы в матче против «Флайерз» (3:1). Всего Лемьё успел набрать 45 очков (19 голов, 26 передач) за 26 игр.
Розыгрыш плей-офф стали звёздным часом для «Пингвинов» в целом, и для Марио в частности. Поочерёдно были повержены «Нью-Джерси», «Вашингтон», «Бостон» и в финальной шестиматчевой серии — «Миннесота Норт Старз» (хотя «Питтсбург» уступал 1-2 по ходу серии). «Пингвины» завоевали свой первый Кубок Стэнли. В финальной серии Марио сыграл в 5 из 6 матчей и в каждом забрасывал по шайбе. В последнем шестом матче «Пингвинз» разгромили соперника 8:0 (Том Баррассо отразил 39 бросков), а Лемьё отметился 4 очками (1+3), причём свою шайбу он забросил в меньшинстве. Всего Лемьё набрал 44 очка (16+28) в 23 играх плей-офф и получил «Конн Смайт Трофи» как самый ценный игрок плей-офф. Больше него очков в рамках одного розыгрыша плей-офф набирал только Уэйн Гретцки в сезоне 1984/85.

### Сезон 1991/92

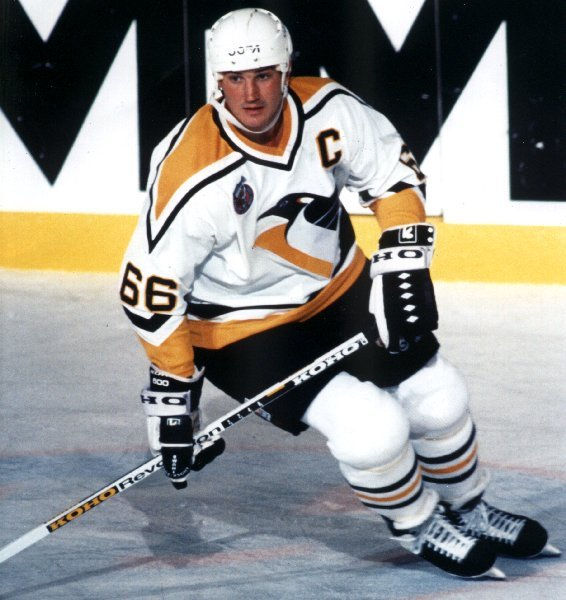
1992 год

Начало следующего сезона было омрачено внезапной смертью главного тренера команды Боба Джонсона. Потрясение было настолько сильным, что Марио даже начал поговаривать о том, что собирается завершить карьеру.
На тренерский пост пришёл легендарный Скотти Боумэн, и «Пингвины» вновь набрали ход. 131 очко (44 гола, 87 передач) всего за 64 игры принесли Лемьё очередной «Арт Росс Трофи», уже третий в его коллекции. По ходу сезона Лемьё дважды набирал 6 очков за матч, а 26 декабря 1991 года набрал 7 очков (2+5) в домашнем матче против «Торонто» (12:1). Ветеран Джо Маллен забросил в той игре 4 шайбы. В этом сезоне Марио достиг отметки в 1000 очков за карьеру. Для этого ему понадобилось провести 513 матчей — меньше, чем кому бы то ни было, за исключением, разумеется, Уэйна Гретцки, который набрал своё тысячное очко в 424 игре. Команда вновь попала в плей-офф. Лемьё пропустил первую игру первой серии против «Вашингтон Кэпиталз», опять сказались боли в спине. Во второй игре Марио вернулся на площадку и в следующих 6 играх набрал 17 очков. «Пингвины» проигрывали по ходу серии 3-1, но сумели вырвать победу в седьмом матче. Во втором матче полуфинала конференции игрок «Нью-Йорк Рейнджерс» нанёс Лемьё сильнейший удар клюшкой по руке и сломал ему запястье. Даже в случае победы «Пингвинов» в серии дальнейшие участие Марио в плей-офф оказалось под вопросом. Но Лемьё совершил практически невозможное и вернулся на лёд всего через пять игр, во второй игре финальной серии конференции. После этого «Пингвины» не проиграли в плей-офф ни одного матча и заслуженно завоевали Кубок Стэнли во второй раз. Сам Марио, набрав 34 очка всего в 15 играх, во второй раз подряд получил «Конн Смайт Трофи». Единственными игроками, помимо Лемьё, которые завоёвывали этот приз два раза подряд, являются вратарь «Филадельфии Флаерз» Берни Парент (1974, 1975) и нападающий «Питтсбург Пингвинз» Сидни Кросби (2016, 2017).
«Остановить Лемьё, остановить Лемьё, остановить Лемьё», — Рик Боунесс, главный тренер «Бостон Брюинз», в ответ на вопрос о тактике его команды в серии плей-офф против «Питтбург Пингвинз».

«Когда в серии плей-офф Лемьё в шести матчах против нас набрал 17 очков, я сказал себе: „Всё, приехали. Нас обыграл один игрок“. Правда, это лучший игрок. Но даже для него это было уже слишком: шайба преследовала Марио по всей площадке», — Терри Мюррей, главный тренер «Вашингтон Кэпиталз» в сезоне 1991/92.

### Сезон 1992/93
С самого начала сезона «Пингвины» взяли высокий темп. Целью был третий подряд кубок Стэнли. Лемьё вновь был великолепен, набирая в среднем почти три очка за игру. 22 октября Марио набрал 5 очков (3+2) в домашнем матче против «Детройта» (9:6), это был его 30-й хет-трик в НХЛ. 5 декабря Марио набрал 7 очков (1+6) в игре против «Сан-Хосе Шаркс». Такая результативность позволяла ему превзойти по итогам сезона казавшиеся вечными рекорды Уэйна Гретцки по количеству забитых шайб (92 в сезоне 1981/82) и количеству очков за сезон (215 в сезоне 1985/86). Но новому рекорду не суждено было случиться. В январе 1993 года в результате медицинского обследования у Лемьё обнаружили лимфогранулематоз. Под угрозой оказалась не только карьера хоккеиста, но и его жизнь. Для лечения требовался продолжительный курс лучевой терапии.
Но Лемьё вернулся на лёд спустя всего два месяца. За время его отсутствия «Пингвины» успели утратить своё лидерство в турнирной таблице, а самого Марио в споре бомбардиров потеснил Пэт Лафонтейн из «Баффало», опередивший Лемьё к тому моменту на 12 очков. 2 марта 1993 года Марио вернулся в строй в матче против «Филадельфии Флайерз», извечных соперников «Пингвинов». Он прилетел на игру непосредственно из госпиталя, где ему в тот день провели последний сеанс лучевой терапии. Несмотря на рекомендации врачей, Лемьё вышел на лёд и сначала забросил шайбу, а потом отдал голевую передачу. После окончания матча зрители, пришедшие в «Ваковия Центр», устроили продолжительную овацию, приветствуя мужественного спортсмена.
После этого матча Марио блестяще провёл концовку сезона: в двух играх подряд 18 и 20 марта он забивал по четыре гола, а в матче против «Нью-Йорк Рейнджерс» 9 апреля отметился пятью заброшенными шайбами. Всего же в 16 играх Марио набрал 51 очко. Обретя вновь своего лидера, «Питтсбург» выдал феноменальную серию, выиграв 17 матчей подряд, что и по сей день является рекордом лиги. Лемьё с лёгкостью догнал Лафонтейна и в итоге опередил его на 12 баллов, набрав 160 очков (69 голов, 91 передача) всего в 60 играх, что также является рекордом НХЛ (минимальное количество проведённых в сезоне игр, которое понадобилось игроку для завоевания «Арт Росс Трофи»). А соотношение количества набранных очков к количеству сыгранных матчей (2,67) является третьим в истории НХЛ, уступая только результатам Гретцки сезонов 1983/84 и 1985/86, когда последний набирал в среднем за игру 2,77 и 2,69 очков соответственно.
В плей-офф «Пингвины» в пяти матчах одолели «Нью-Джерси Девилз», но затем уступили в семиматчевой серии «Нью-Йорк Айлендерс», пропустив шайбу в седьмой игре в овертайме.
За мужество и преданность хоккею Лемьё после окончания сезона получил «Билл Мастертон Трофи». Также в этом сезоне Марио стал обладателем ещё одной награды, «НХЛ плюс/минус».

### Сезоны 1993/94 и 1994/95
23 июля 1993 Марио Лемьё перенёс вторую операцию на спине. Из-за курса реабилитации он был вынужден пропустить первые 10 игр сезона. Однако вскоре после возвращения на лёд проблемы со спиной дали о себе знать вновь и Марио вновь попал в лазарет. Всего в сезоне 1993/94 Лемьё сыграл в 22 матчах, успев набрать за это время 37 очков.
После окончания сезона он объявил, что намерен взять паузу и пропустить сезон 1994/95, чтобы пройти курс реабилитации и восстановиться от перенесенных операций. На протяжении этого сезона Лемьё тренировался под руководством личного тренера, играл в гольф и занимался общественной деятельностью.

### Сезон 1995/96
В конце лета 1995 года Лемьё объявил о своём возвращении в большой хоккей. Возвращение получилось триумфальным: 69 заброшенных шайб, 161 очко в 70 играх. Дважды Лемьё набирал по 7 очков за матч. Результатом блистательной игры стали пятый в карьере «Арт Росс Трофи», третий «Мемориал Харт Трофи» и звание самого ценного игрока лиги. Марио Лемьё стал седьмым в истории лиги игроком, завоевавшим три «Мемориал Харт Трофи», и четвёртым, завоевавшим пять «Арт Росс Трофи».
29 октября 1995 года Лемьё забросил свою 500-ю шайбу в регулярных сезонах НХЛ. Случилось это в 605-м матче в его карьере. По этому показателю Марио Лемьё уступает лишь Уэйну Гретцки, которому понадобилось 575 матчей для того, чтобы забросить 500 шайб.
26 марта 1996 года в матче против «Сент-Луис Блюз» Лемьё пять раз поразил ворота соперников. Это стало четвёртым подобным достижением в его карьере, и он сравнялся по этому показателю с Гретцки. В том же матче Марио отдал свою 800-ю голевую передачу в НХЛ.
В плей-офф Лемьё набрал 27 очков (11+16) в 18 играх. «Пингвины» прошли «Вашингтон» (4-2) и «Рейнджерс» (4-1, Лемьё сделал хет-трик в пятом матче), но в финале конференции уступили «Пантерам» из Флориды (3-4), Лемьё за всю серию забросил только одну шайбу.

### Возвращение

#### 2000/01

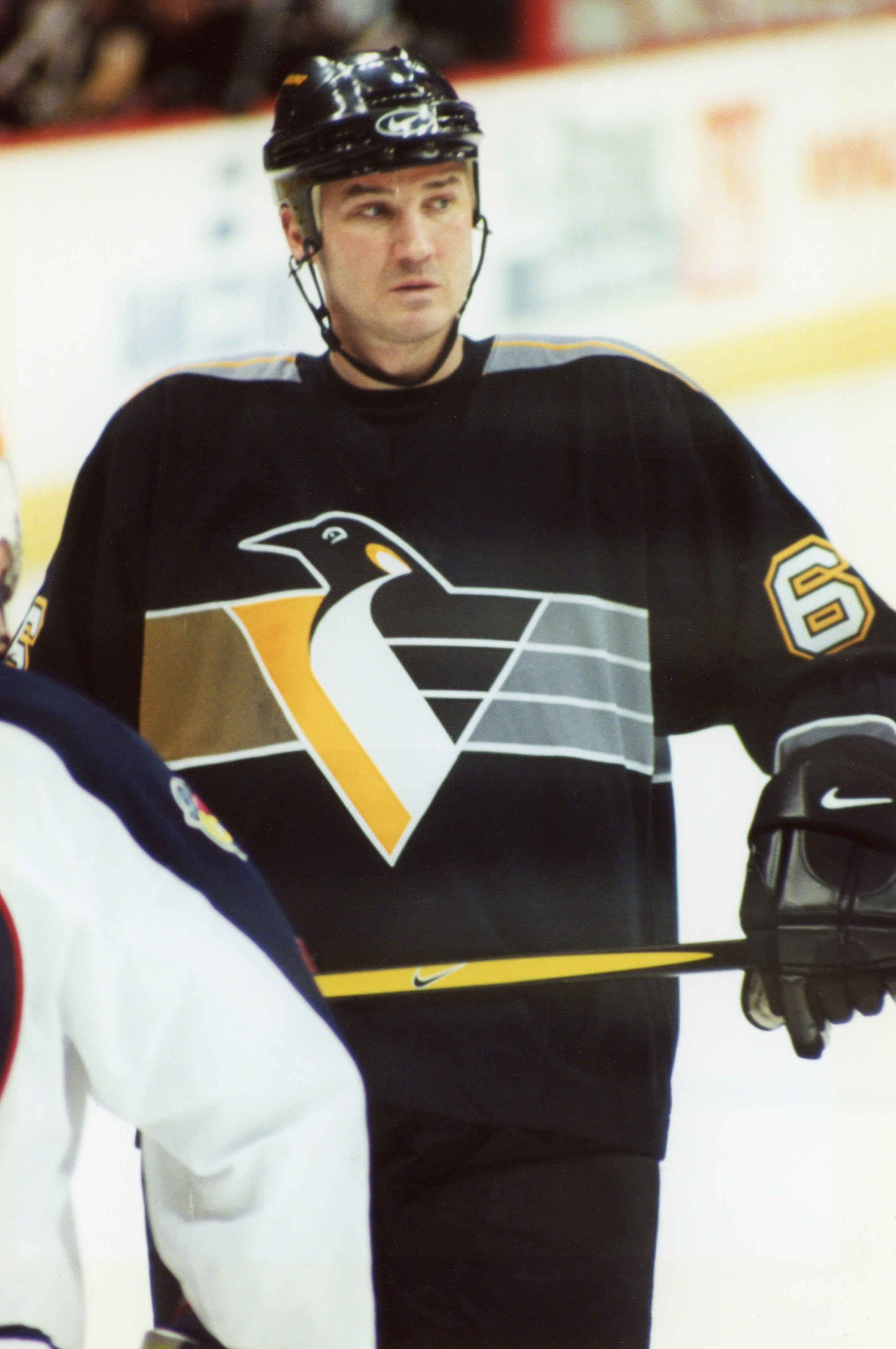
Лемьё в 2001 году

В конце ноября 2000 года Марио приступил к тайным тренировкам на льду вместе с бывшим партнёром по команде Джеем Кофилдом. 7 декабря 2000 года было объявлено о том, что 35-летний Лемьё возобновит карьеру игрока. Возвращение в виде рождественского подарка болельщикам состоялось в самом конце XX века — 27 декабря 2000 года в домашней игре против «Торонто Мейпл Лифс» (5:0). Перед матчем баннер с номером Лемьё (66) был опущен из-под сводов «Меллон-арены», что знаменовало возвращение хоккеиста. Член Зала славы Лемьё доказал, что не утратил бомбардирские навыки. В первой же смене он отдал результативную передачу на Яромира Ягра, а всего в этом матче набрал 3 очка (1+2). В следующем матче 30 декабря «Пингвинз» обыграли дома «Оттаву Сенаторз» (5:3), Лемьё заработал 4 балла (1+3) и набрал своё 1500-е очко в регулярных сезонах НХЛ. В этой же игре Яромир Ягр достиг отметки 1000 очков. В первых шести матчах после возвращения Марио набирал минимум два очка. 24 января 2001 года в домашней игре против «Монреаль Канадиенс» Лемьё сделал 40-й хет-трик в регулярных сезонах (это был его единственный хет-трик после возвращения), забросив по шайбе в каждом из периодов (3:1). До конца регулярного сезона Марио успел провести 43 игры, в которых набрал 76 очков (35+41). 4 февраля Лемьё сыграл в Матче всех звёзд в Денвере, набрав два очка (1+1).
«Пингвинз» под руководством чешского тренера Ивана Глинки, успешно работавшего со сборной Чехии в конце 1990-х (его приглашение было инициативой Лемьё с учётом большого количества европейцев и, в частности, чехов в составе), заняли шестое место в Восточной конференции и вышли в плей-офф. В первом раунде «Питтсбург» обыграл «Вашингтон» 4-2, Лемьё забросил 4 шайбы, в том числе победные во втором и пятом матчах. Во втором раунде «Пингвинз» выиграли первые два матча в гостях у победителя Юго-Восточного дивизиона «Баффало Сейбрз» (3:0 и 3:1), Марио забросил победную шайбу в первой игре. Однако «Сейбрз», в воротах которых блистал Доминик Гашек, уверенно выиграли два следующих матча в Питтсбурге. В пятом матче «Сейбрз» победили дома в овертайме, уступая по ходу второго периода 0:2. В шестом матче в Питтсбурге Лемьё сравнял счёт на предпоследней минуте третьего периода, а затем в овертайме победу «пингвинам» принёс чех Мартин Страка. Седьмой решающий матч в Баффало также дошёл до овертайма, на этот раз победу «Питтсбургу» принёс очень редко забивавший защитник Дарюс Каспарайтис (2 гола за 83 матча плей-офф за карьеру). В финале конференции «Пингвинз» не смог «найти ключи» к воротам голкипера «Нью-Джерси Девилз» Мартина Бродёра: оба домашних матча клуб Лемьё проиграл всухую (0:3 и 0:5). Победители Восточной конференции «Девилз» выиграли серию 4-1, а уставший Лемьё не забросил в пяти матчах ни одной шайбы (на его счету было три передачи). Последний матч серии был сыгран 22 мая на Continental Airlines Arena в Нью-Джерси, как оказалось, это был последний матч плей-офф в карьере Лемьё. Всего в 18 матчах Марио набрал 17 очков (6+11) и занял восьмое место в списке бомбардиров плей-офф, только игроки финалистов Кубка Стэнли «Нью-Джерси Девилз» и «Колорадо Эвеланш» набрали больше очков, чем Лемьё. В «Пингвинз» Лемьё стал лучшим и по голам, и по передачам.

#### 2001/02
11 июля 2001 года «Пингвинз» обменяли в «Вашингтон» своего многолетнего лидера Яромира Ягра (121 очко в сезоне 2000/01), после чего стало ясно, что клубу будет сложно претендовать на выход в плей-офф. Глинка был уволен уже после четвёртой игры сезона из-за недовольства Лемьё (чех не сумел улучшить свой английский), вместо него был назначен Рик Киоу, который работал в системе «Пингвинз» долгие годы, но не имел опыта на посту главного тренера.
Перед сезоном, в конце лета, Лемьё заявил, что старая травма спины его не беспокоит, и планировал, что пропустит около четверти матчей клуба, в основным на выезде. Однако в итоге сезоне НХЛ 2001/02 Марио провёл всего 24 матча, в которых набрал 31 очко (6+25). До середины ноября 2001 года Лемьё сыграл 11 матчей и набрал 10 очков (1+9), после чего не играл почти два месяца, вернувшись на лёд только 12 января. В январе Марио провёл несколько ярких матчей: 21 января он сделал 4 передачи в игре против «Филадельфии», а через два дня в матче против «Тампы-Бэй» набрал 5 очков (2+3). «Пингвинз» рано потеряли шансы на плей-офф: к концу января они ещё держались на уровне 50 % побед, но затем сумели выиграть только 6 раз в 30 матчах, и в итоге команда заняла лишь 12-е место в Восточной конференции, отстав от восьмого места на 18 очков. Команда не сумела выйти в плей-офф впервые за 12 лет. Если в сезоне 2000/01 сразу четыре хоккеиста набрали 80 и более очков, то на этот раз самым результативным в команде стал Алексей Ковалёв с 76 баллами в 67 матчах.
2 февраля в Лос-Анджелесе в «Стейплс-центре» Лемьё 10-й и последний раз в карьере сыграл в Матче всех звёзд, забросив одну шайбу. Всего за 10 Матчей звёзд он набрал 23 очка (13+10). Вскоре после Матча звёзд, во второй половине февраля, Лемьё в составе сборной Канады принял участие в зимних Олимпийских играх 2002 года, где был капитаном команды. После Олимпийских игр Лемьё лишь раз вышел на лёд в сезоне НХЛ — 27 февраля в игре против «Лос-Анджелеса».

#### 2002/03
Сезон 2002/03 стал всего лишь третьим с сезона 1988/89 и последним в карьере, в котором Лемьё провёл более 65 матчей. Марио набрал 91 очко (28+63) в 67 матчах, став лучшим по голам и передачам в команде. Пять раз он набирал по 4 очка за матч. По ходу сезона Марио сделал 1000-ю передачу в регулярных сезонах НХЛ. Во всей лиге Марио занял восьмое место среди лучших бомбардиров и третье место среди ассистентов.
«Пингвинз» хорошо начали сезон: 7 побед и 2 ничьи в первых 11 матчах, но затем начались проблемы. На рубеже нового года команда немного прибавила: 9 побед в 14 матчах, но со второй половины февраля, после обмена Алексея Ковалёва и ещё нескольких игроков в «Рейнджерс», дела пошли очень плохо, кончилось дело одной победой в 16 матчах марта. В итоге клуб набрал 65 очков и занял предпоследнее место в Восточной конференции (те же 18 очков отставания от восьмого места). Лишь четыре хоккеиста «Питтсбурга» сумели забросить за сезон более 10 шайб.

#### 2003/04
Лемьё провёл в сезоне лишь 10 матчей, набрав в них 9 очков (1+8). При этом он выдал в октябре серию из 8 подряд матчей с набранными очками. Последний матч в сезоне 2003/04 Марио провёл 1 ноября против «Бостона» (3:2 ОТ), когда сыграл чуть более 7 минут в первом периоде и получил травму бедра. 10 ноября Лемьё пытался тренироваться, но провёл на льду лишь несколько минут. Лечение Лемьё затянулось, в середине января 2004 года стало известно, что хоккеист перенёс операцию на бедре и больше не сыграет в текущем сезоне.
Для клуба сезон сложился неудачно. В частности, с 13 января по 22 февраля команда проиграла рекордные в истории НХЛ 18 матчей подряд (один из них в овертайме). Команда заняла последнее место в Восточной конференции, отстав на «Вашингтона» на одно очко. Лучшим бомбардиром «Пингвинз» стал швед Дик Тернстрём (52 очка). При этом за «Питтсбург» дебютировал молодой канадский голкипер Марк-Андре Флёри (он сыграл 21 матч в сезоне), который был выбран на драфте 2003 года под общим первым номером («Пингвинз» выменяли первый выбор на драфте у «Флориды», отдав им свой третий). Вскоре Флёри стал на долгие годы основным вратарём «Пингвинз». В результате слабого сезона «Пингвинз» вновь выбирали на драфте 2004 года под высоким номером. Под первым номером «Вашингтон» выбрал Александра Овечкина, а «Питтсбург» под вторым номером взял россиянина Евгения Малкина, который впоследствии стал одним из сильнейших форвардов в истории «Пингвинз».

#### 2005/06: завершение карьеры

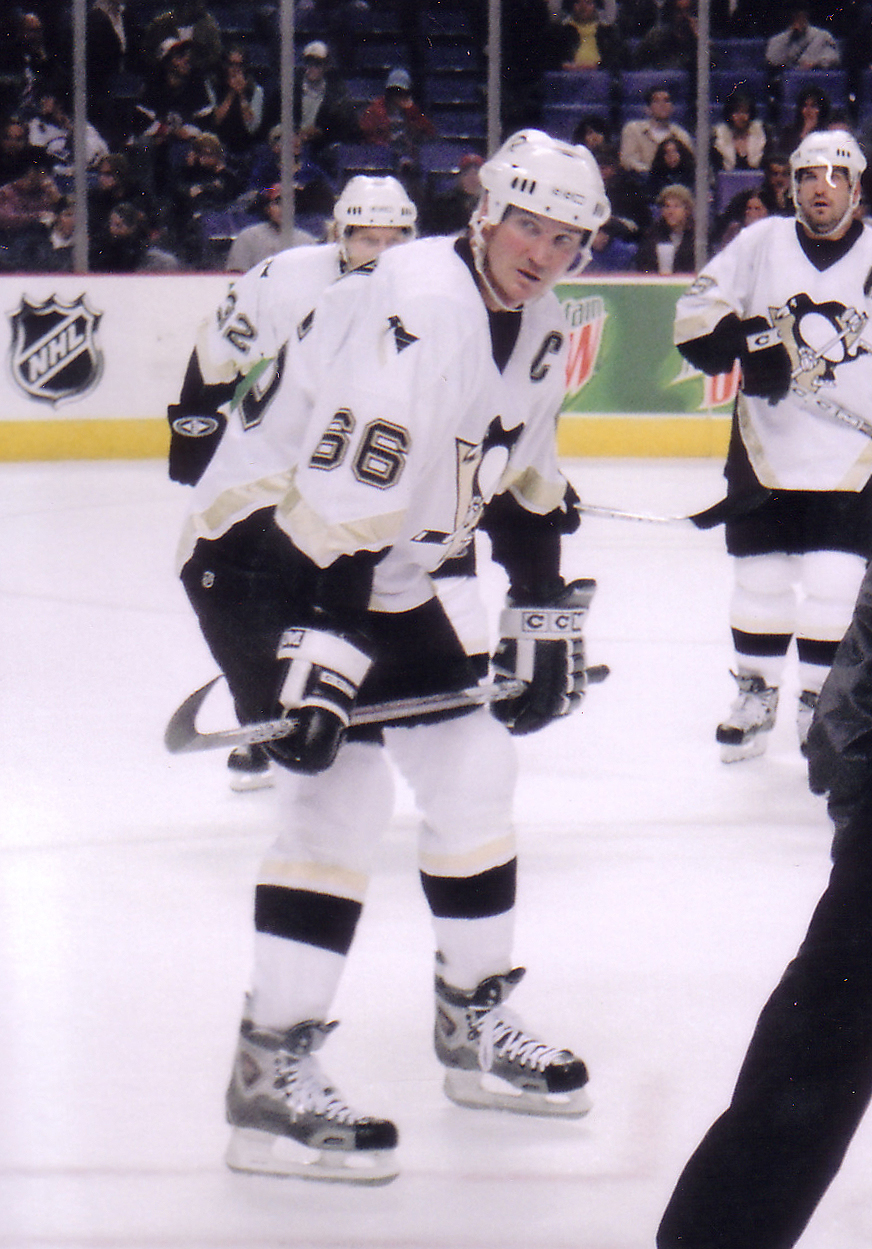
Лемьё в матче против «Баффало Сейбрз» (2:3 ОТ) на «HSBC-арене»

Сезон 2004/05 был отменён из-за локаута, который закончился в июле 2005 года. В конце июля на драфте 2005 года «Питтсбург» выбирал первым (система драфта была изменена в связи с отменой сезона 2004/05, и «Пингвинз» получили ранний выбор после лотереи, в которой шансы команд отличались незначительно) и взял 17-летнего форварда Сидни Кросби. Под 62-м номером «Пингвинз» также взяли 18-летнего защитника Криса Летанга. Кроме этого в качестве свободного агента из «Вашингтона» пришёл 31-летний защитник-бомбардир Сергей Гончар.
Лемьё на старте сезона стал наставником для юного Кросби в НХЛ, Сидни некоторое время даже жил в доме Марио. Сезон для «Пингвинз» начался 5 октября 2005 года, в день 40-летия Лемьё, который вышел на лёд в НХЛ впервые за 23 месяца (осенью 2004 года, перед локаутом, он играл за сборную Канады на Кубке мира). 8 октября Марио забросил две шайбы в домашней игре против «Бостона», но «Пингвинз» уступили в овертайме (6:7). 27 октября в домашнем матче против «Атланты Трэшерз» (7:5) Лемьё набрал пять очков (2+3) в большинстве, помог своему клубу отыграться со счёта 0:4 и одержать первую победу в сезоне. Лемьё был признан первой звездой матча. 10 ноября Лемьё забросил шайбу в домашнем матче против «Монреаля» (3:2 Б), как оказалось, это была его 690-я и последняя шайба в НХЛ. По ходу сезона Марио обращал внимание, что ему уже трудно соответствовать скорости «новой НХЛ», кроме того у Лемьё была диагностирована фибрилляция предсердий, что вызывало проблемы с сердцем.
Последний раз Лемьё вышел на площадку 16 декабря в домашнем матче против «Баффало». Это была первая игра «Питтсбурга» под руководством нового тренера Мишеля Террьена, который сменил Эдди Олчика. Лемьё провёл на льду 17 минут и 23 секунды и в конце третьего периода вместе с Кросби ассистировал Жигмунду Палффи, который сравнял счёт (3:3). Однако в овертайме Крис Друри реализовал удаление чешского защитника «Пингвинз» Йозефа Мелихара и принёс «Сейбрз» победу. 24 января 2006 года на пресс-конференции в Питтсбурге 40-летний Лемьё объявил об окончательном завершении карьеры, отметив, что по состоянию здоровья уже не может соответствовать прежнему уровню. Лемьё провёл в сезоне 2005/06 26 матчей и набрал 22 очка (7+15) при показателе полезности −16. Всего в регулярных сезонах он сыграл 915 матчей и набрал 1723 очка (690+1033). Кросби в сезоне 2005/06 стал лучшим бомбардиром команды, набрав 102 очка (39+63) и превзойдя рекорд «Питтсбурга» для новичков, установленный Лемьё в сезоне 1984/85 (100 очков). При этом Кросби сыграл на 7 матчей больше Лемьё. В целом команда одержала всего 22 победы в 82 матчах и заняла последнее место в своей конференции. Однако уже в следующем сезоне обновлённый «Питтсбург» с молодыми Кросби и Малкиным в нападении и Флёри в воротах сумел впервые с 2001 года выйти в плей-офф, одержав 47 побед в чемпионате.

### Международная карьера
В 1983 году Марио отказался приезжать в молодёжную сборную Канады, которую в то время тренировал Дэйв Кинг. Марио стремился побить рекорд лиги Квебека по очкам и голам за сезон. К тому же он был в натянутых отношениях с Кингом, который, по мнению Марио, неправильно видел роль последнего на площадке и выделял ему слишком мало игрового времени.
Марио принял участие в чемпионате мира 1985 года в Праге, где набрал 10 очков (4 гола и 6 голевых передач), являясь одним из наиболее ярких игроков, и стал со сборной Канады серебряным призёром турнира. В конце лета 1987 года произошло знаковое для мирового хоккея событие — Кубок Канады 1987. Естественно, что одной из главных надежд канадской команды на этом турнире стал Марио Лемьё. Тренеры объединили его и Уэйна Гретцки в одну связку, что стало смертельным оружием для всех соперников, включая и сборную СССР. Но уже в полуфинале канадцам пришлось решать серьёзную проблему в лице голкипера сборной Чехословакии, которого звали Доминик Гашек. И все же Марио пробил чешского вратаря, а хозяева выиграли 5:3. В первом матче финала против сборной СССР канадцы уступили 5:6, но во втором Марио делает хет-трик, забив в овертайме с подачи Гретцки победный гол — 6:5. Счёт в серии сравнялся и был назначен третий матч. В нём игра шла как на качелях, и вот до конца матча оставались считанные минуты, при счёт 5:5 Лемьё воспользовался грубой ошибкой молодого советского защитника Игоря Кравчука, забывшего на мгновение о своих оборонительных функциях. Протолкнув шайбу мимо увлекшёгося Кравчука, Марио выполнил в воздухе красивый пируэт с разворотом на 360 градусов, ушёл в отрыв и выдал пас вперед на Гретцки. Три канадца (к Лемье и Гретцки присоединился Лэрри Мерфи) вкатились в зону советской сборной, где им противостоял один лишь Игорь Стельнов. Гретцки мастерски выждал паузу, усадив Стельнова на лед, и выдал свой фирменный пас назад, на ход Лемьё. Бросок в девятку не оставил ни малейших шансов голкиперу Сергею Мыльникову. 6:5 — и 2-1 по сумме трёх матчей, считающихся одними из ярчайших в истории хоккея противостояний. Марио стал лучшим снайпером турнира, забив 11 голов.

«Для меня как игрока сам факт участия в розыгрыше Кубка Канады оказался судьбоносным. Я же был совсем молодым 22-летним парнем и ещё только учился серьёзному хоккею. Оказавшись в одной команде с парнями, находившимися на пике карьеры, получив возможность играть с Гретцки, я приобрёл силу и уверенность, которая решающим образом повлияла на всю дальнейшую карьеру в „Питтсбурге“. Именно тогда я понял, что значит быть победителем и как достичь максимальных высот в хоккее», — Марио Лемьё о своем участии в Кубке Канады 1987.

Следующий раз после Кубка Канады Лемьё сыграл за сборную через 15 лет — на Олимпийских играх 2002 года. 36-летний Марио был выбран капитаном команды. В первой игре канадцы сенсационно уступили шведам (2:5), пропустив 4 шайбы во втором периоде. Во втором матче канадцы с трудом обыграли аутсайдера группы команду Германии (3:2), а затем сыграли вничью с чехами (3:3), выйдя в плей-офф с третьего места в группе. В игре с чехами Лемьё забросил две шайбы. В четвертьфинале канадцы в трудном матче победили финнов (2:1), Лемьё сделал голевую передачу на Стива Айзермана, забившего победную шайбу во втором периоде. В полуфинале канадцы без проблем разгромили команду Беларуси (7:1), Лемьё сделал две передачи. В финале на арене E Center канадцы благодаря дублям Джерома Игинлы и Джо Сакика обыграли сборную США (5:2) и стали олимпийскими чемпионами. Марио в решающем матче сделал одну голевую передачу на Пола Карию, а всего в пяти сыгранных матчах набрал 6 очков (2+4).
В 2004 году Лемьё был капитаном канадцев в розыгрыше Кубка мира. На турнире Марио провёл все 6 матчей и набрал 5 очков (1+4). Единственную шайбу он забросил в ворота чешского вратаря Томаша Вокоуна в полуфинале, этот матч канадцы выиграли лишь в овертайме (4:3). В финале против финнов 14 сентября в Торонто Марио уже на первой минуте принял участие в голевой атаке, в которой отличился Джо Сакик. В итоге канадцы победили 3:2 и выиграли Кубок мира. Это была последняя игра 38-летнего Лемьё за сборную.

## Игровой номер
В детских лигах Лемьё играл под номерами «12» или «27». Марио брал эти номера, подражая старшему брату Алену.
Знаменитый номер «66» появился во многом благодаря Бобу Перно, агенту Марио. И в юношеской лиге и в Главной юниорской хоккейной лиге Квебека юный Лемьё играл столь ярко, что многие невольно начинали сравнивать его с Уэйном Гретцки. Но не столько сравнивать, сколько противопоставлять. Гретцки был олицетворением англоязычной Канады, Лемьё — французской.
Гретцки играл под номером «99». Поэтому, желая сыграть на противопоставлении, Боб Перно предложил своему подопечному выбрать номер «66» — перевернутый номер «99».
Номер 66 выведен из обращения неофициально в НХЛ и официально в «Питтсбург Пингвинз» и сборной Канады.

## Личная жизнь
26 июня 1993 года Марио Лемьё женился на Натали Асселен (англ. Nathalie Asselin). У них четверо детей: дочери Лорен (род. 1993), Стефани (род. 1995), Алекса (род. 1997) и сын Остин Николас (род. 1996). Несмотря на то, что Остин родился недоношенным и первые 2,5 месяца жизни провёл в больнице, он вырос здоровым и пошёл по стопам отца, став хоккеистом.
Лемьё несколько раз размещал у себя в доме в Маунт-Либано (штат Пенсильвания) молодых игроков «Питтсбург Пингвинз», у которых ещё не было собственного жилья в районе Питтсбурга. В разное время у него жили Яромир Ягр, Марк-Андре Флёри и Сидни Кросби.
Марио — натурализованный американский гражданин. 30 марта 2007 года Лемьё зарегистрировался как республиканец, в 2008 году выделил 2300 долларов в фонд президентской кампании сенатора Хиллари Клинтон от Демократической партии. В прошлом он также внёс свой вклад в фонд переизбрания бывшего сенатора США Рика Санторума от Республиканской партии.

## Награды

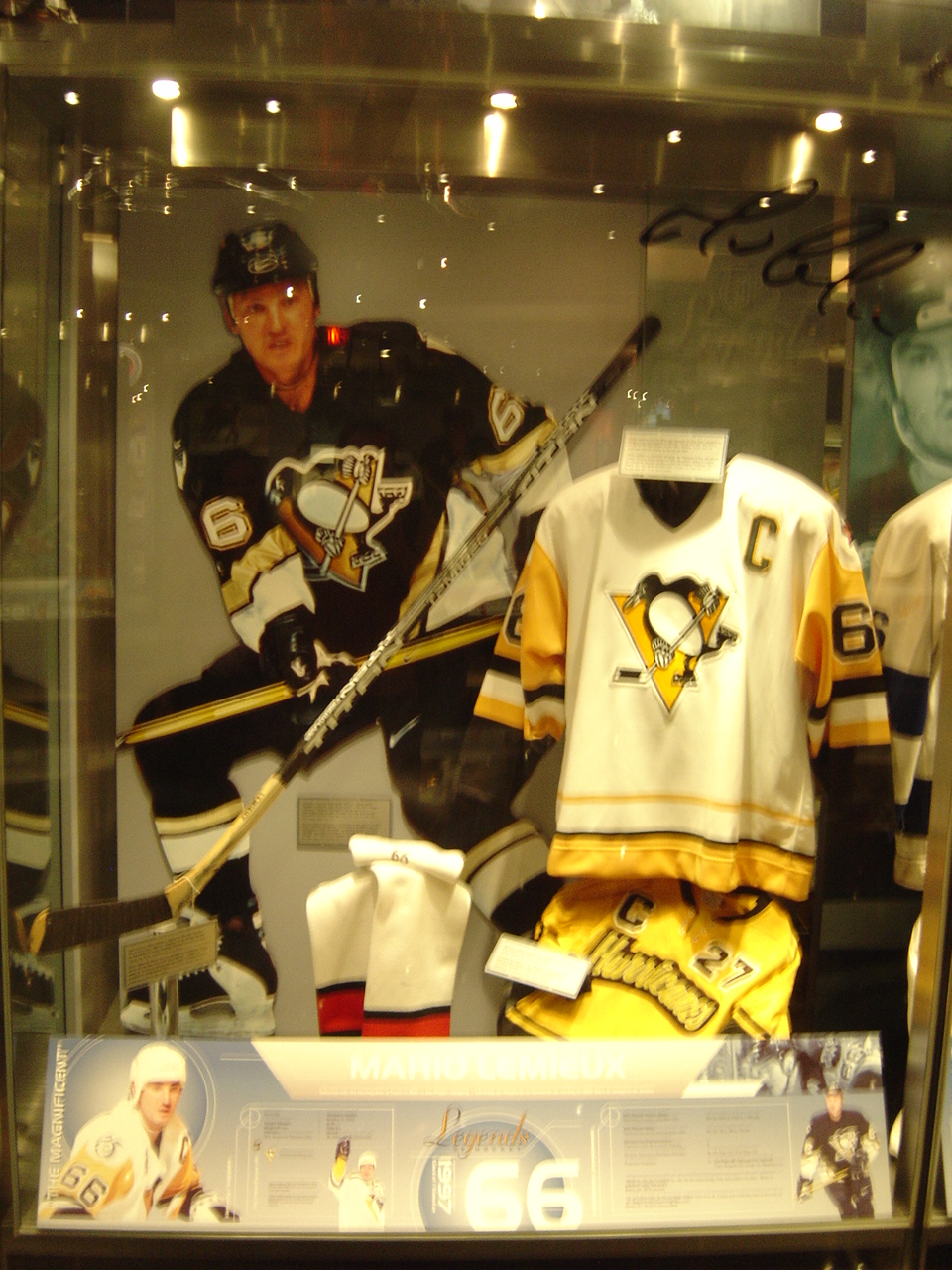
Витрина, посвящённая Марио Лемьё в Зале хоккейной славы

### Клубные
| Год        | Команда            | Достижение                        |
| ---------- | ------------------ | --------------------------------- |
| 1991, 1992 | Питтсбург Пингвинз | Обладатель Приза принца Уэльского |
| 1991, 1992 | Питтсбург Пингвинз | Обладатель Кубка Стэнли           |
| 1993       | Питтсбург Пингвинз | Обладатель Президентского Кубка   |

### Международные
| Год  | Команда | Достижение                                   |
| ---- | ------- | -------------------------------------------- |
| 1983 | Канада  | Бронзовый призёр молодёжного чемпионата мира |
| 1985 | Канада  | Серебряный призёр чемпионата мира            |
| 1987 | Канада  | Обладатель Кубка Канады                      |
| 2002 | Канада  | Олимпийский чемпион                          |
| 2004 | Канада  | Обладатель Кубка мира                        |

### Индивидуальные
| Год                                                        | Команда            | Достижение                                       |
| ---------------------------------------------------------- | ------------------ | ------------------------------------------------ |
| 1988, 1993, 1996                                           | Питтсбург Пингвинз | «Харт Трофи»                                     |
| 1988, 1989, 1992, 1993, 1996, 1997                         | Питтсбург Пингвинз | «Арт Росс Трофи»                                 |
| 1991, 1992                                                 | Питтсбург Пингвинз | «Конн Смайт Трофи»                               |
| 1986, 1988, 1993, 1996                                     | Питтсбург Пингвинз | «Лестер Пирсон Эворд»                            |
| 1985                                                       | Питтсбург Пингвинз | «Колдер Трофи»                                   |
| 1993                                                       | Питтсбург Пингвинз | «Билл Мастертон Трофи»                           |
| 1993                                                       | Питтсбург Пингвинз | «НХЛ плюс/минус Эворд»                           |
| 2000                                                       | Питтсбург Пингвинз | «Лестер Патрик Трофи»                            |
| 1993                                                       | Питтсбург Пингвинз | Приз имени Лу Марша                              |
| 1989                                                       | Питтсбург Пингвинз | «Додж Рэм Таф Эворд»                             |
| 1985                                                       | Питтсбург Пингвинз | «Мишель Бриер Эворд»                             |
| 1985, 1988, 1990                                           | Питтсбург Пингвинз | Самый ценный игрок Матча всех звёзд НХЛ          |
| 1985, 1986, 1988, 1989, 1990, 1992, 1996, 1997, 2001, 2002 | Питтсбург Пингвинз | Участник Матча всех звёзд НХЛ                    |
| 1988, 1989, 1993, 1996, 1997                               | Питтсбург Пингвинз | Член первой символической сборной всех звёзд НХЛ |
| 1986, 1987, 1992, 2001                                     | Питтсбург Пингвинз | Член второй символической сборной всех звёзд НХЛ |
| 1985                                                       | Питтсбург Пингвинз | Член символической сборной молодых звёзд НХЛ     |
| 1985, 1986, 1987                                           | Питтсбург Пингвинз | Крайслер-Додж/Исполнитель года в НХЛ             |
| 1984                                                       | Лаваль Вуазенз     | Лучший игрок года CHL                            |
| 1984                                                       | Лаваль Вуазенз     | «Жан Беливо Трофи»                               |
| 1984                                                       | Лаваль Вуазенз     | «Ги Лафлёр Трофи»                                |
| 1984                                                       | Лаваль Вуазенз     | «Мишель Бриер Мемориал Трофи»                    |
| 1984                                                       | Лаваль Вуазенз     | «Майк Босси Трофи»                               |

### Государственные

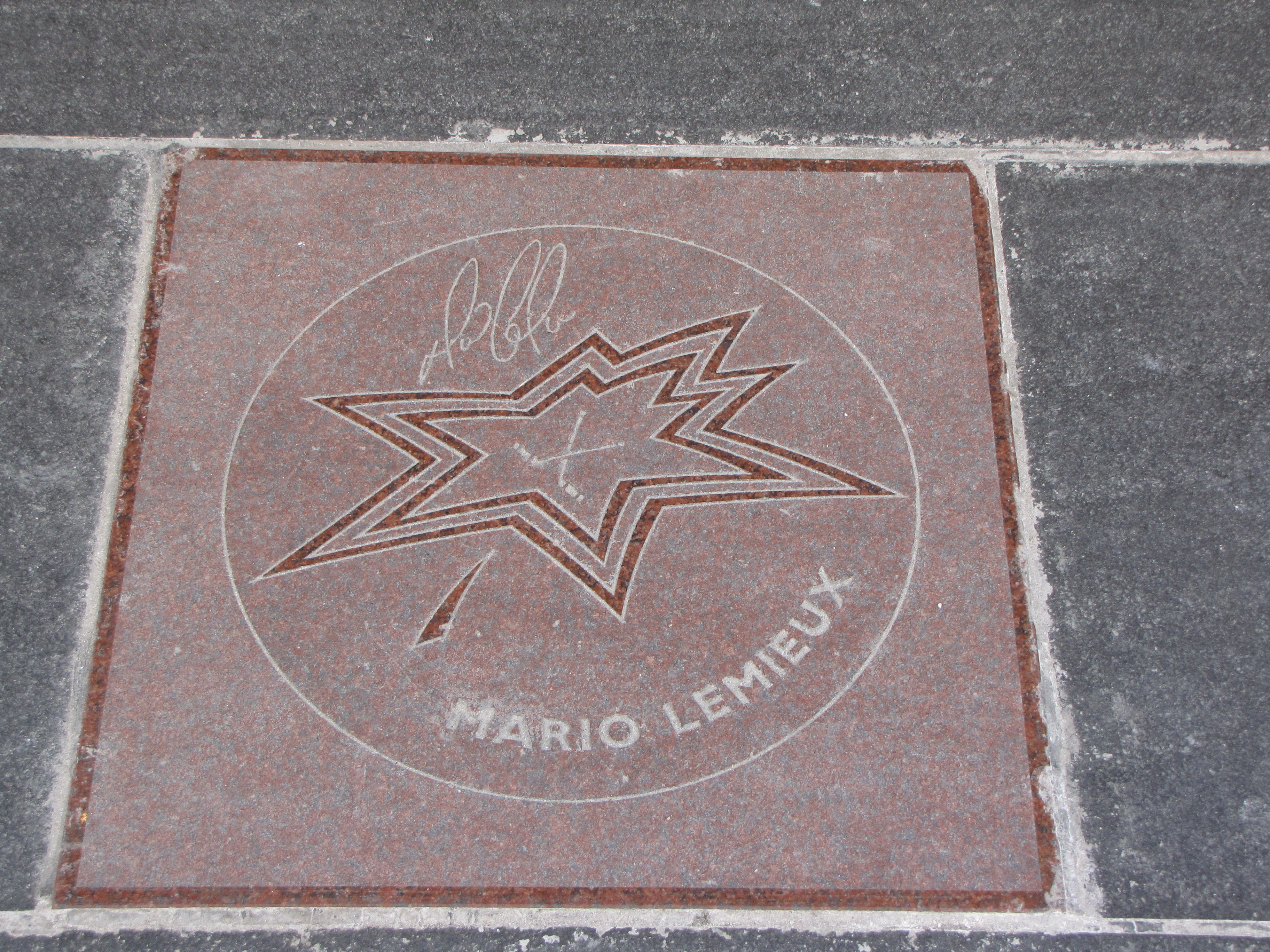
Звезда Марио Лемьё на канадской Аллее Славы

- Рыцарь Национального Ордена Квебека (CQ) — 17 июня 2009[48] (Жан Шаре вручил эту награду Лемьё через 5 дней после победы его «Питтсбурга» в Кубке Стэнли-2009).
- Офицер Ордена Канады (OC) — 30 декабря 2009[49].
- Включён в канадскую Аллею Славы. Звезда с именем Марио Лемьё была установлена в 2004 году.

## Рекорды

### Среди игроков НХЛ
- Единственный игрок, который забросил за матч пять шайб во всех возможных игровых ситуациях (в меньшинстве, в равенстве, в большинстве, буллит и в пустые ворота) (31 декабря 1988 в матче против «Нью-Джерси Девилз»)[50]
- Наибольшее количество голов, заброшенных в меньшинстве за сезон — 13 (в сезоне 1988/89)[51]
- Наибольшее количество голов, заброшенных за один период — 4 (26 января 1997, делит первое место)
- Единственный игрок, забросивший 30 голов в большинстве в двух различных сезонах[52]
- Один из двух игроков, забросивший 10 голов в меньшинстве в двух различных сезонах (делит первое место с Уэйном Гретцки)[51]
- Забросил или отдал голевую передачу в 57,3 % голов забитых всей командой за сезон (сезон 1988/89) (самый высокий показатель в истории НХЛ)
- Единственный игрок, трижды набиравший 8 очков за игру
- Единственный игрок, трижды набиравший 8 очков за игру в одном сезоне
- Лучший показатель по голам забитым в среднем за игру в плей-офф — 0,710[53]
- Один из двух игроков, четырежды забивавший 5 шайб за одну игру (наряду с Уэйном Гретцки)
- Наибольшее количество шайб заброшенных в «Матчах всех звёзд НХЛ» — 13 (делит первое место с Уэйном Гретцки)
- Наибольшее количество шайб, заброшенных в отдельном «Матче всех звёзд НХЛ» — 4 (в 1990, делит первое место)
- Наибольшее количество очков, набранных в отдельном «Матче всех звёзд НХЛ» — 6 (в 1988)
- Трижды признавался самым ценным игроком «Матча всех звёзд НХЛ» (делит первое место с Уэйном Гретцки)

### Среди игроков «Питтсбург Пингвинз»
- Наибольшее количество сезонов в команде — 17
- Наибольшее количество шайб за карьеру — 690[54]
- Наибольшее количество голевых передач за карьеру — 1033[55]
- Наибольшее количество очков за карьеру — 1723[56]
- Наибольшее количество шайб за сезон — 85 (в 1988/89)[57]
- Наибольшее количество голевых передач за сезон — 114 (в 1988/89)[57]
- Наибольшее количество очков за сезон — 199 (в 1988/89)[57]

### Индивидуальные достижения
- Хет-трики — 25 раз[58]
- Четыре гола в одной игре — 8 раз[59]
- Пять голов в одной игре — 4 раза[60]

#### В регулярных чемпионатах НХЛ
- Наибольшее количество очков в одной игре — 8 (15 октября 1988, 31 декабря 1988)
- Наибольшее количество голов за сезон — 85 (1988—1989)[58]
- Наибольшее количество передач за сезон — 114 (1988—1989)[58]
- Наибольшее количество очков за сезон — 199 (1988—1989)[58]
- Восьмое место в истории НХЛ по очкам — 1723[58]
- Одиннадцатое место в истории НХЛ по голам — 690[58]
- Восьмое место в истории НХЛ по голам в большинстве — 236[58]
- Четвёртое место в истории НХЛ по голам в меньшинстве — 49[58]
- Второе место по среднему количеству голов за игру — 0,75[58]
- Второе место о среднему количеству результативных передач за игру — 1,13[58]
- Второе место по среднему количеству очков за игру — 1,88[58]

#### В плей-офф
- Голы в одной игре плей-офф — 5 (25 апреля 1989)
- Наибольшее количество очков в одной игре — 8 (25 апреля 1989)
- Первое место по голам забитым в среднем за игру — 0,710

### Матчи всех звёзд

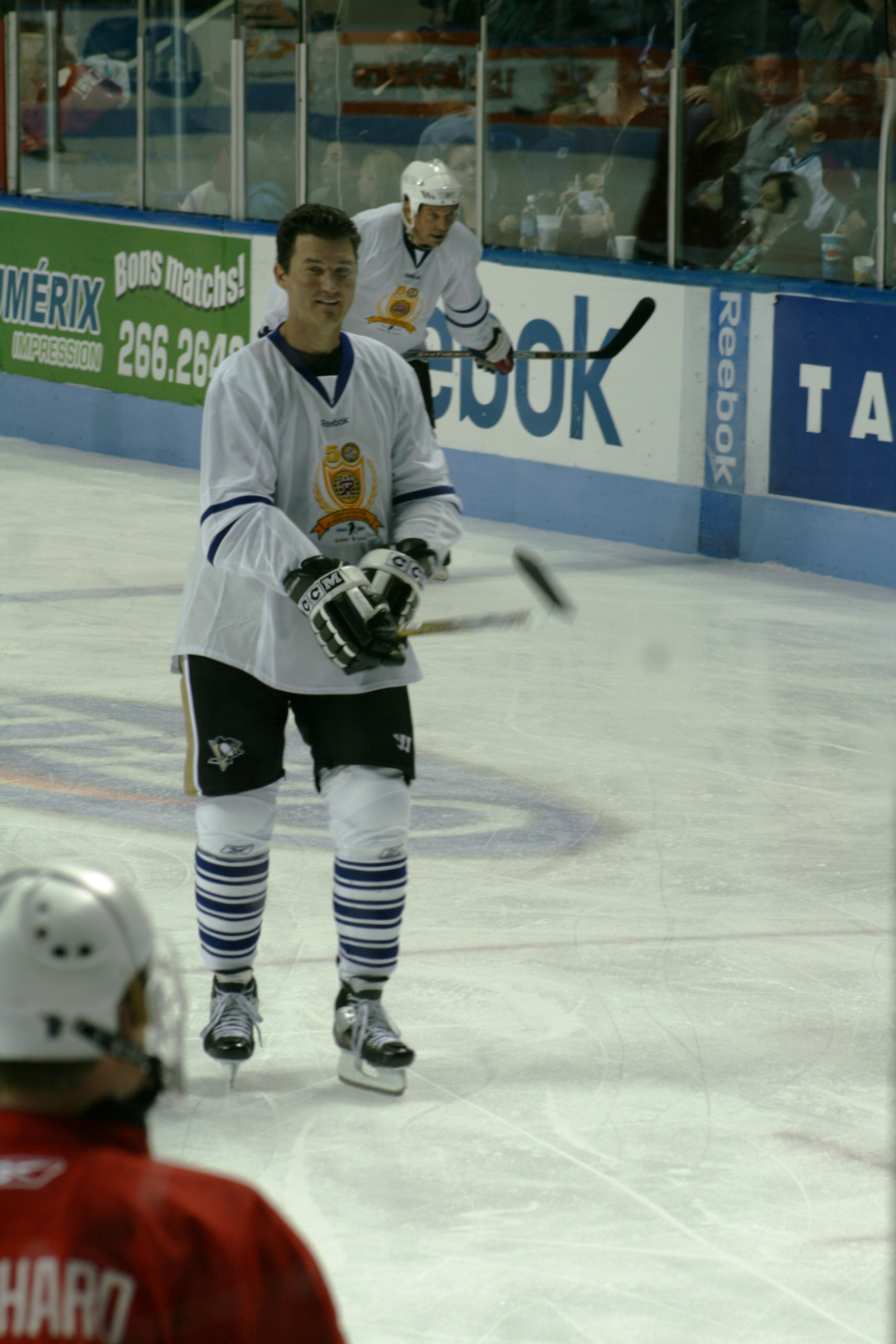
Марио Лемьё во время «Матча Легенд», 21 февраля 2009 года

## Статистика
| Легенда | Легенда                    | Легенда | Легенда                   | Легенда | Легенда    |
| ------- | -------------------------- | ------- | ------------------------- | ------- | ---------- |
| И       | Количество проведённых игр | Штр     | Штрафное время            | +/−     | Плюс-минус |
| Г       | Голы                       | П       | Голевые передачи          | О       | Очки       |
| -       | Статистика неизвестна      | —       | Статистика не учитывалась |         |            |